# Lona Rietschel
Pour les articles homonymes, voir Rietschel.
Lona Rietschel (21 septembre 1933 à Reppen (aujourd'hui Rzepin)- 19 décembre 2017) est une auteure de bande dessinée allemande.

## Biographie
Collaboratrice régulièrement du mensuel Mosaik (de), Lona Rietschel y crée en 1975 avec le scénariste Lothar Dräger (de) la série jeunesse Abrafaxe (de), qui devient rapidement la bande dessinée la plus populaire de République démocratique allemande. Rietschel dessine cette série jusqu'en 1999.

## Publication
- (de) Lona Rietschel, Lona Rietschel : Bilder meines Lebens, Berlin, Mosaik, 2013, 96 p. (ISBN 978-3-86462-053-9).

## Distinction
- 2013 : prix Peng ! pour l'ensemble de son œuvre